# Sitio de Saint-Pierre-le-Moûtier
El sitio de Saint-Pierre-le-Moûtier fue una aventura de la llamada «Guerra Lancastriana». Sin embargo, la pequeña ciudad estaba fuertemente fortificada y rodeada por un profundo foso. Según el guardaespaldas de Juana de Arco, Jean d'Aulon, el asalto inicial fracasó y la retirada se hizo sonar. Juana logró iniciar un segundo asalto que, según d'Aulon,  no encontró mucha resistencia. D'Aulon había sido herido en el talón durante el asalto inicial y, por lo tanto, probablemente montado en su caballo durante el segundo asalto.
Como el objetivo de tomar todas las fortalezas enemigas en las orillas del Loira, se adoptó el asedio de San Pedro el Moûtier. Juana y Charles d'Albret unen sus fuerzas en Bourges y se dirigen hacia Saint-Pierre-le-Moutier. Los defensores pusieron una defensa vigorosa. Sin embargo, la ciudad fue tomada por asalto. Cuando la ciudad fue capturada, Carlos VII le otorgó a Juana de Arco el estatus de nobleza. El 24 de agosto de 1902 se descubrió una estatua de Juana de Arco en la ciudad.